# Motorola 68030

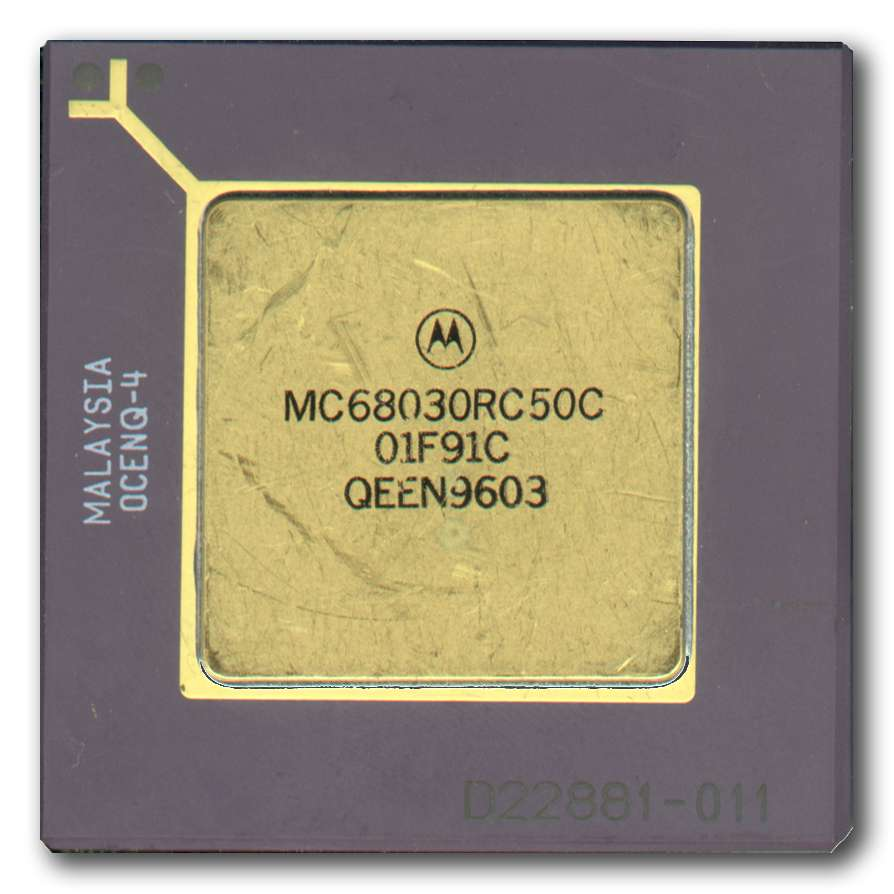
Motorola 68030 microprocessor

De Motorola 68030 is een 32-bit microprocessor in de 68000-familie van de Amerikaanse elektronicaproducent Motorola, waarvan de halfgeleidertak in 2004 werd verzelfstandigd als Freescale Semiconductor. Motorola bracht de processor op de markt in 1987. Motorola heeft ook een speciale "EC"-variant van de 68030 op de markt gebracht voor de markt van ingebedde systemen. Deze variant heeft geen Memory Management Unit (MMU). In 1990 volgde de Motorola 68040 de 68030 op.
Ten opzichte van de 68020 heeft de 68030 een extra gegevenscache en werd hij geproduceerd in een productieproces met kleinere afmetingen. Hierdoor kon men meer functionaliteit op de chip plaatsen, namelijk de MMU. Dit maakte de processor ten opzichte van zijn voorganger interessanter in prijs. Motorola heeft ook enkele instructies van de 68020 achterwege gelaten.
Bij gebruik van dezelfde bus als de 68020 biedt de 68030 geen voordeel in prestaties. De 68030 heeft echter een extra synchrone businterface welke een prestatieverbetering van 33% oplevert bij gebruik van dezelfde kloksnelheid als de 68020. Tevens is er ondersteuning voor "page mode" DRAM geheugens waardoor de M68030 in "burst-mode" achtereenvolgens 4 datawoorden (4x 32 bits) in zijn cache geheugen kan laden. Hierbij geldt alleen voor het eerste datawoord de reguliere toegangstijd en de 3 volgende datawoorden worden met een veel kortere toegangstijd nageladen. Bijvoorbeeld 3-1-1-1 of 5-2-2-2 klokcycli. De effectieve toegangstijd van goedkopere DRAM geheugens komt hiermee in de buurt van zeer snelle synchrone geheugens, zoals statische RAM chips. De "reguliere" processor kon functioneren op een kloksnelheid van 50 MHz, de embedded variant 40 MHz.
De 68030 vond toepassing in diverse computers, onder andere modellen van de Apple Macintosh II, de Commodore Amiga, de Sun Microsystems Sun 3/80 en enkele afgeleide modellen van de Atari ST.